# Néa Fylí
Néa Fylí (Nea Fyli) är en ort i Grekland.   Den ligger i prefekturen Nomós Serrón och regionen Mellersta Makedonien, i den nordöstra delen av landet, 300 km norr om huvudstaden Aten. Néa Fylí ligger 212 meter över havet och antalet invånare är 170.
Terrängen runt Néa Fylí är varierad, och sluttar västerut. Runt Néa Fylí är det glesbefolkat, med 19 invånare per kvadratkilometer. Närmaste större samhälle är Palaiokómi, 2,0 km väster om Néa Fylí. Trakten runt Néa Fylí består till största delen av jordbruksmark.